# 新加坡航空國際盃
新加坡航空國際盃（英語：Singapore Airlines International Cup、簡稱：新航国际盃），是以前於新加坡克蘭芝馬場舉行的賽馬賽事， 是由新加坡賽馬公會主辦，新加坡航空公司贊助。為國際一級賽，路程是草地2000米、總獎金達300萬新加坡元，每年五月舉行，已停辦。
同日亦舉行另外一場短途大賽KrisFlyer國際短途錦標（路程草地1200米）。
2000年為新開設的克蘭芝馬場舉行新加坡歷史第一場國際大賽。自2002年起為國際一級賽。在2003年因為世界各地爆發沙士關係，賽事停辦，2004年恢復舉辦。
2013年，約翰摩亞派出剛剛勝出愛彼女皇盃的軍事出擊及冠軍一哩賽的花月春風參與此項賽事，在最後直路，軍事出擊以3-1/4的馬位勝出此項，而同隊馬花月春風獲得第二，香港隊首次奪得新航國際盃。香港投注方面，連贏每注派彩104.5港元。
2014年，約翰摩亞再次派出軍事出擊（同季勝出香港金盃）及花月春風參與此賽，最後憑花月春風捧盃，取得此項盃賽兩連勝，而軍事出擊則在3-1/4的馬位後得季軍，亞軍為烈日當空。
2015年，已轉投方嘉柏馬房的軍事出擊及約翰摩亞馬房的花月春風再次參賽，最後由花月春風衛冕捧盃，大摩取得三連霸，而軍事出擊則在半個馬位後得亞軍，季軍是主隊馬克丘亞。

## 意外
於2002年的賽事中，發生墮馬意外，萬能王子（Universal Prince）於剛入直路後，大約在四百米，準備於亞特王子（Atlantis Prince）和西方榮耀（Western Pride）之間上前時失蹄而跌倒，把騎師施樂恆拋下，幸好人馬均沒有受傷。

## 停辦
2015年9月28日,新加坡賽馬公會宣佈停辦這項賽事。據報道指，停辦的原因在於長期由外國代表勝出，且在2013年至2015年間由單一國家代表壟斷冠軍，使主隊（指新加坡代表）對比賽缺乏參賽意欲而不再報名參賽。

## 勝出馬匹
| 年份 | 勝出馬匹 | 馬齡 | 騎師       | 練馬師   | 馬主                                   | 賽時    |
| 2000 | 奧蘇     | 7    | 賽米       | 特威士   | Eres Tu No. 2 Stable                   | 2:03.4  |
| 2001 | 永恒堂   | 5    | 史賓沙     | 古萬尼   | Il Paralupo Syndicate                  | 2:00.8  |
| 2002 | 威武神駒 | 4    | 戴圖理     | 蘇萊     | 高多芬                                 | 2:01.3  |
| 2003 | 停辦     |      |            |          |                                        |         |
| 2004 | 易博來   | 5    | 薛達祺     | 孫達志   | Gary A. Tanaka                         | 2:02.6  |
| 2005 | 永存不朽 | 6    | 列高力     | 菲特文   | Mark Pejic et al                       | 2:05.0  |
| 2006 | 大宇宙   | 5    | 五十嵐冬樹 | 田部和則 | 岡田美佐子                             | 2:06.5  |
| 2007 | 關之影   | 5    | 田中勝春   |          | 飯塚知一                               | 2:04.0  |
| 2008 | 精闢圖像 | 5    | 馬安東     | 布學文   | Marsh Shirtliff et al                  | 2:00.9  |
| 2009 | 冠軍風采 | 5    | 佩迪哥     | 巴利     | Stefan Friborg                         | 1:59.2  |
| 2010 | 壁虎夢   | 4    | 薛凱文     | 郭克     | SHEIKH MOHAMMED BIN KHALIFA AL MAKTOUM | 2:01.12 |
| 2011 | 西國浪人 | 6    | 史科菲     | 布學文   | 拉姆贊·卡德羅夫                        | 2:03.93 |
| 2012 | 鬥牛城   | 7    | 杜利萊     | 柏利時   | Sarl Darpat France                     | 2:04.43 |
| 2013 | 軍事出擊 | 5    | 潘頓       | 約翰摩亞 | 羅傑承先生及夫人                       | 1:59.58 |
| 2014 | 花月春風 | 6    | 貝湯美     | 約翰摩亞 | 包大偉先生                             | 1:59.07 |
| 2015 | 花月春風 | 7    | 貝湯美     | 約翰摩亞 | 包大偉先生                             | 2:01.52 |

## 外部連結
- 新航國際盃官方網站 （页面存档备份，存于）
- 新加坡賽馬公會官方網站 （页面存档备份，存于）